# Larbi Bensari
Pour l’article homonyme, voir Hind Bensari.
Cheikh Larbi Bensari, né à Ouled Sid el Hadj, dans la wilaya de Tlemcen présumé en 1867, et mort à Tlemcen 24 décembre 1964, est le maître du gharnata et du hawzi algérien. C'est l'artiste le plus en vue de l'école de Tlemcen au début du XXe siècle.

## Biographie

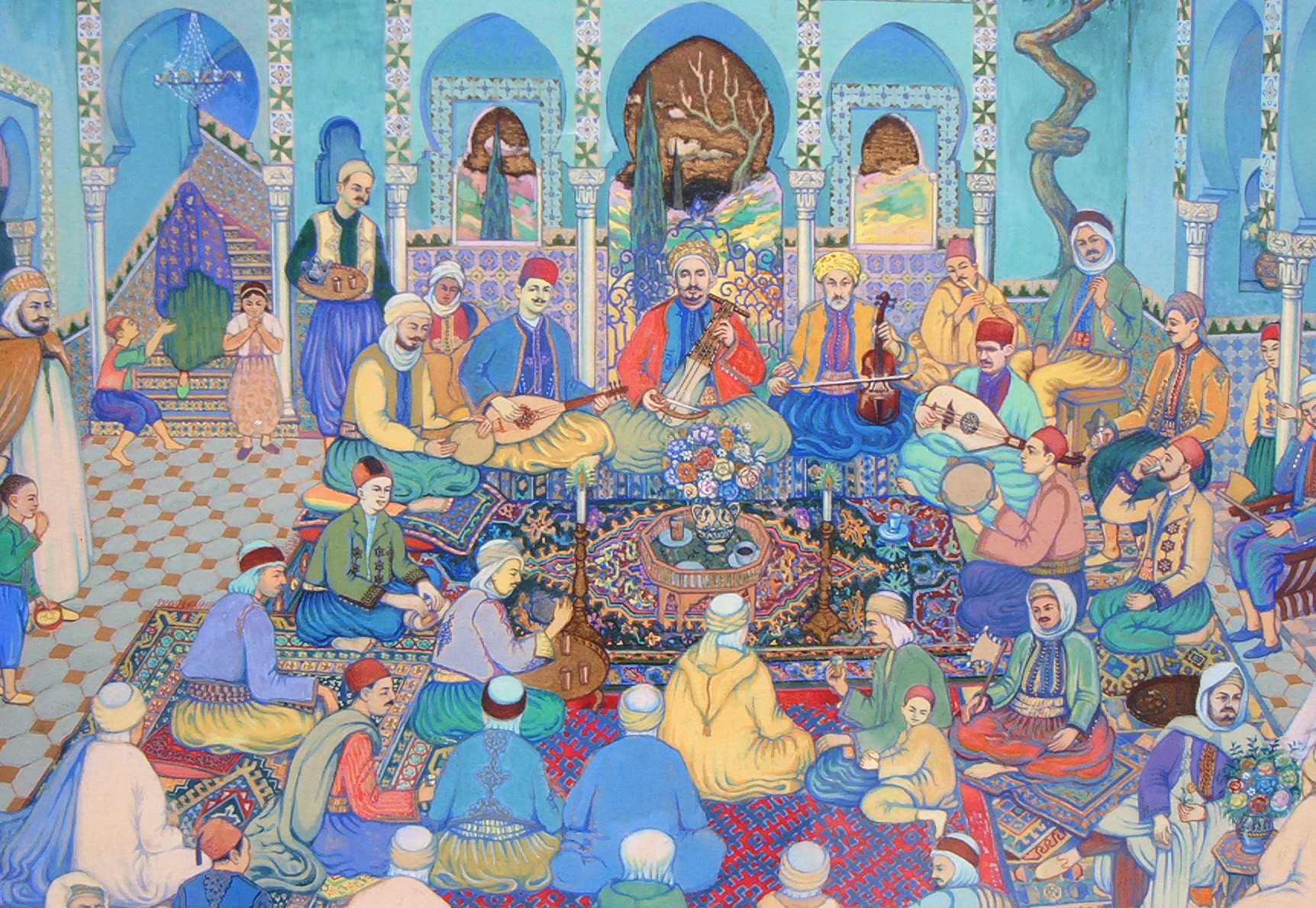
Larbi Bensari et Boudelfa animant un mariage à Tlemcen (d'après Bachir Yellès)

Issu d'une famille tlemcénienne modeste. Bensari était un kouloughli. Il fut recruté en qualité d’apprenti coiffeur, chez un grand maître de musique andalouse Mohammed Benchaabane dit Boudelfa, qui dirigeait un orchestre ; mais si Cheikh el Arbi était un piètre élève dans la profession de coiffeur, il excellait, par contre, dans la musique andalouse que lui enseignait son maître ; le jeune Sari, élève studieux, animé d’une très grande volonté, apprit vite à jouer de tous les instruments, et particulièrement le r’beb et l'alto. Boudelfa, reconnaissant quelque temps plus tard que son élève est devenu un virtuose, lui confia la direction de son orchestre.
Initié par Boudelfa, il a su mettre en pratique les ressources de son étonnante mémoire, de son intelligence musicale et de sa volonté pour réussir à s'imposer comme l'un des meilleurs exécutants de la ville. « Sous la direction attentive de connaisseurs, nombreux à l'époque, autant que censeurs avertis et sévères et qui ne font grâce d'aucun faux pas, il réunira tous les suffrages. Sa maîtrise et son talent feront très vite de lui un chef d'orchestre incontestable. »
L'artiste a représenté l'Algérie en 1900 lors de l'Exposition universelle de Paris. À l'invitation de Kaddour Benghabrit, il donnera un concert à l'occasion de l'inauguration de la grande mosquée de Paris en 1926. En 1932, il est de nouveau sollicité pour représenter l'Algérie au Congrès de musique arabe du Caire.

## Œuvre
Larbi Bensari était considéré par ses contemporains comme l'un des principaux héritiers du patrimoine classique de Tlemcen. Il était largement admiré pour sa prodigieuse mémoire, ayant appris plus de 600 pièces musicales, ainsi que pour son exigence de rigueur dans le jeu instrumental, notamment dans le domaine des rythmes. Ses disques, publiés à partir de 1926, ainsi que les enregistrements de ses émissions radiophoniques hebdomadaires dans les années 1950, sont aujourd'hui considérés comme une référence fondamentale pour les différentes formations de l'école tlemcénienne.
Le modèle référentiel du gharnati a été élaboré par Larbi Bensari. Cette personnalité musicale a su occuper une place prépondérante au sein de cette école, en léguant sa conception, héritée des anciens, qui est aujourd'hui la seule reconnue dans cette région au début du XXe siècle.
Sa palette allait du hawzi au arûbi, au madh, et du gharnati au sanâa, il s'intéressa également au gharbi. Il accordait cependant une place prépondérante à la musique classique ça'nâa. Il laissera à sa mort plusieurs noubas sur les 24 que compte la musique de Zyriab.
Cheikh Larbi Bensari constitue une pièce maîtresse dans l'analyse de la sociologie de l'art musical à Tlemcen du fait même que sa technique pédagogique d'apprentissage et sa rigueur d'interprétation établit le rapport d'allégeance culturelle de Tlemcen vis-à-vis de Grenade.